# هواپیمایی بین‌المللی پاکستان

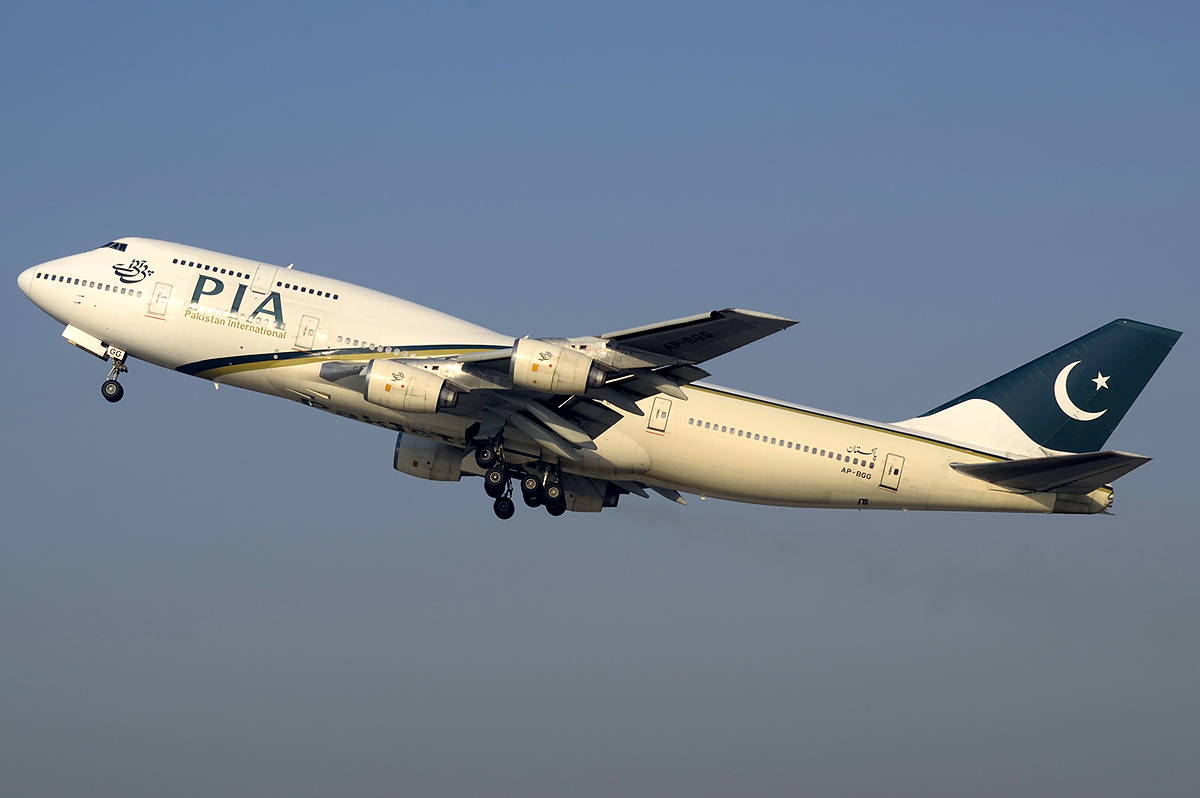
هواپیمای بوئینگ ۷۴۷ متعلق به هواپیمایی بین‌المللی پاکستان

هواپیمایی بین‌المللی پاکستان (به انگلیسی: Pakistan International Airlines) شرکت هواپیمایی دولتی حامل پرچم پاکستان است که وزارت دفاع پاکستان، وظیفه مدیریت بر آن را برعهده دارد ولی از سال ۲۰۰۸ فرایند خصوصی‌سازی آن نیز آغاز شده‌است.
شرکت هواپیمایی بین‌المللی پاکستان در سال ۱۹۴۶، تحت نام اورینت ایرویز راه‌اندازی شد که در ۱۹۵۵، نام آن به فرم کنونی تغییر پیدا کرد و در حال حاضر روزانه به ۵۱ مقصد در آسیا، اروپا و آمریکای شمالی پروازهای مستقیم دارد. این شرکت هم‌اکنون در ناوگان هوایی خود دارای ۳۵ فروند هواپیمای جت مسافربری می‌باشد.
دفتر مرکزی شرکت هواپیمایی بین‌المللی پاکستان در شهر کراچی قرار دارد و فرودگاه بین‌المللی جناح، فرودگاه بین‌المللی اقبال لاهوری و فرودگاه بین‌المللی بینظیر بوتو، قطب‌های این شرکت هواپیمایی به‌شمار می‌آیند.